# Aalborg Studenternes Idrætsforening
 For alternative betydninger, se AASI.
Aalborg Studenternes Idrætsforening (AASI) blev stiftet i forbindelse med grundlæggelsen af Aalborg Universitet. 
Klubben startede som en ren badmintonklub, men er siden hen vokset til udover badminton at omfatte fodbold, håndbold, svømning og volleyball. De enkelte afdelinger i foreningen kører stort set som individuelle foreninger, men de er alle underlagt AASIs samlede bestyrelse, som udover en formand og kasserer består af en repræsentant fra hver afdeling. Desuden afholdes der traditionelt både en julefrokost og forårsfest på tværs af afdelingerne.

## Underafdelinger
- AASI Aerobic
- AASI Badminton
- AASI Fodbold
- AASI Håndbold
- AASI Svømning
- AASI Volley